# یاماها وای‌زدآر-ام۱
یاماها وای‌زدآر-ام۱ یک موتورسیکلت مسابقه ای است که به طور خاص توسط شرکت ژاپنی یاماها برای شرکت در سری مسابقات MotoGP ساخته شده است.این موتورسکلت در فصل ۲۰۰۲ جایگزین وای‌زدآر۵۰۰ سی سی دوزمانه شد و با انجین ۹۹۰ سی سی چهارزمانه ساخته شد.این موتورسیکلت در فصل ۲۰۰۷ با توجه به تغییر قوانین آن سال با حجم ۸۰۰ سی سی و در فصل ۲۰۱۲ با حجم ۱۰۰۰ سی سی ساخته شد. 
والنتینو روسی در فصل های ۲۰۰۴،۲۰۰۵،۲۰۰۸،۲۰۰۹ خورخه لورنزو در فصل های ۲۰۱۰،۲۰۱۲،۲۰۱۵ و فابیو کوارتارارو در فصل ۲۰۲۱ با این 
موتورسیکلت قهرمان مسابفات موتوجی پی شده اند. 